# Vismia floribunda
Vismia floribunda är en johannesörtsväxtart som beskrevs av Thomas Archibald Sprague. Vismia floribunda ingår i släktet Vismia och familjen johannesörtsväxter. Inga underarter finns listade i Catalogue of Life.